# Chorvatsko na Letních olympijských hrách 2008
Chorvatsko se účastnilo Letní olympiády 2008. Zastupovalo ho 102 sportovců v 15 sportech.

## Medailisté
| Medaile | Jméno            | Sport                | Soutěž                        |
| ------- | ---------------- | -------------------- | ----------------------------- |
| Stříbro | Blanka Vlašičová | Atletika             | Ženy skok vysoký              |
| Stříbro | Filip Ude        | Sportovní gymnastika | muži kůň našíř                |
| Bronz   | Snježana Pejčić  | Sportovní střelba    | ženy vzduchová puška na 10 m  |
| Bronz   | Sandra Šarić     | Taekwondo            | ženy lehká střední váha 49 kg |
| Bronz   | Martina Zubčić   | Taekwondo            | ženy lehká váha 57 kg         |